# 金子千尋
金子 千尋（かねこ ちひろ、1983年11月8日 - ）は、新潟県三条市出身の元プロ野球選手（投手）。右投左打。現在は北海道日本ハムファイターズのファーム投手コーチ。
現役時代はNPBのオリックス・バファローズや北海道日本ハムファイターズでプレーし、オリックス時代には最多勝利を2回、最優秀防御率と最多奪三振を各1回獲得、2014年には沢村栄治賞やパシフィック・リーグの最優秀選手 (MVP) などを受賞した。日本ハム時代の2019年から2021年までは登録名を金子 弌大（かねこ ちひろ）としていた。

## 経歴

### プロ入り前
三条市桜木町で生まれ、4歳年上の姉がいる。本成寺保育園を経て三条市立南小学校に入学、3年生まで同校に通学していた。千尋は自著で、幼少期はサッカーに熱中していた旨を述べているが、同市の地元紙『三條新聞』は、同市に住んでいたころから野球が大好きだったという旨を報じている。
NTTに勤めていた父親の転勤に伴い、小学4年への進級時に長野市立朝陽小学校に転校する。少年野球が盛んな地域だったことから、朝陽小5年生の時、野球に本格的に取り組むようになり、地元の石渡育成会少年野球倶楽部に投手として入団し、左打ちを始めた。当時は長野の小学生にとって、自宅で観戦できるプロ野球のテレビ中継は読売ジャイアンツの試合が中心だったため、自然と巨人の選手に注目するようになったが、当時は投手よりも打者（緒方耕一・高橋由伸ら）に憧れた。
長野市立東部中学校への進学後は長野北シニアリーグに所属し、エースとして活躍。また、このころからプロ野球選手になることを意識するようになる。中学在学時から長野県内の高校野球強豪校のうち数校から勧誘されたが、長野商業高校の野球部監督から「創立100周年に一緒に甲子園をめざそう」と言われたことを意気に感じ、同校に進学した。
高校進学後は自宅から40分かけて通学し、夜遅くまで練習して21 - 22時に帰宅する毎日を送った。毎日の走り込みで体力の向上に努め、1年生だった1999年の秋には第101回北信越高校野球大会1回戦でリリーフとして初登板を果たし、5回を1失点に抑える。当初は2年生のエースに続くリリーフとして登板していたが、同大会の県予選準々決勝で初先発すると、東海大学第三高校（前年のセンバツ出場校）を1失点完投で退け、注目を浴びる。そして、実質的に春の甲子園選抜大会への切符を賭けた試合となった高岡第一高校（富山県）との準決勝で先発登板すると、延長12回、141球を完投し、6被安打・14奪三振の快投で勝利投手となった。当時は身長174 cm、体重60 kgと細身ではあったが、最高球速134 km/hの速球に、得意のスライダーを織り交ぜた投球を武器にしていた。これにより、甲子園出場を確実なものとしたチームは決勝へ進出したが、金子自身は決勝戦では登板はなく、敦賀気比のいずれも2年生だった内海哲也と李景一のバッテリーの前に、チームは零封に終わる。2年時の2000年春に甲子園の選抜大会へ出場。2回戦で、近澤昌志・平野佳寿などを擁する鳥羽高校に敗れた。同年夏の選手権長野大会では、2年時に準優勝。3年時の2001年には2回戦で7回参考ながらノーヒットノーランを記録したが、準決勝で12奪三振を記録しながら塚原青雲高校に敗れた。高校時代から、後に入団するオリックス（当時の球団名は「オリックス・ブルーウェーブ」）のスカウトを務めていた熊野輝光が、千尋の投球に注目しており、特にカーブを高く評価していた。
高校卒業時のNPBドラフト会議を前に複数のプロ球団から誘いを受けたが、「もう少し力をつけてから」と誘いを断り、社会人野球のトヨタ自動車へ入団、2002年から2004年までトヨタ自動車でプレーした。入社3年目の2004年に抑えとして頭角を現し、8月の都市対抗野球大会でも好投した。
21歳の誕生日である同年11月8日、当時存在していた自由獲得枠を利用してオリックス・バファローズに入団することで合意し、翌9日に入団の意向を正式表明した。同月17日に行われたNPBドラフト会議で正式に入団。大阪近鉄バファローズとオリックス・ブルーウェーブの合併によって誕生したオリックス・バファローズが最初に獲得した新入団選手の1人となった。この会議は、前述の合併および東北楽天ゴールデンイーグルスの新規参入によるプロ野球再編問題の渦中に開かれたため、オリックス・バファローズは直前まで参加を危ぶまれていた。

### オリックス時代
ルーキーの2005年には一軍公式戦での登板機会はなかった。二軍（サーパス神戸）の一員として、ウエスタン・リーグ公式戦12試合に登板。勝敗は付かなかったが、防御率0.69という好成績を残した。
2006年は、中継ぎを中心に、一軍公式戦21試合に登板。4月12日の対西武ライオンズ戦（スカイマークスタジアム）に救援で一軍公式戦初勝利を挙げると、7月1日の同カード（インボイスSEIBUドーム）で一軍初先発。救援では、9試合連続無失点も記録した。
2007年は、一軍の中継ぎ要員として公式戦の開幕を迎えた。開幕当初は不振だったが、右肘の故障でプロ入り後に実戦での投球を控えていたカットボールを、セ・パ交流戦の期間中から再び投げ始めたことを機に復調。8月には、再び先発に転向した8月18日の対西武戦で先発初勝利を挙げると、8月26日の対東北楽天ゴールデンイーグルス戦（京セラドーム大阪）で一軍初完封を記録した。結局、一軍公式戦では、先発転向後6連勝でシーズンを終了。この結果に、一軍監督のテリー・コリンズは、シーズン終了後に「もう少し早く先発で使うべきだった」と絶賛した。なお、この年には、高校の同級生と結婚している。
2008年は、1月に第1子（長男）が誕生。公式戦では、自身初の開幕投手に指名されると、7回1失点10奪三振で勝利投手になった。以降は、平野佳寿やトム・デイビーが故障で離脱したことを背景に、先発ローテーションの軸に定着。しかし、4月下旬からセ・パ交流戦の序盤まで精彩を欠いたため、交流戦の途中から救援要員に回った。リーグ戦の再開後に先発に復帰すると、7月には4戦4勝、防御率1.38の成績でパシフィック・リーグの投手部門月間MVPを初受賞。9月7日の対西武戦で自身初のシーズン10勝目に到達すると、4点近い防御率ながら、チーム9年ぶりのAクラス入り・クライマックスシリーズ初進出に貢献した。一軍公式戦では、小松聖に次ぐチーム2位の投球回数で、自身初の規定投球回に到達。リーグ8位の126奪三振を記録する一方で、被安打数・被本塁打数がリーグ2位に達したほか、好不調の波が激しかった。
2009年は、一軍公式戦で2年連続の開幕投手を逃したものの、開幕から先発陣の一角を担った。開幕直後はやや不調だったが、5月5日の対福岡ソフトバンクホークス戦では、自身2年ぶりの完投勝利を記録。チーム全体で4勝しか挙げられなかった6月には、1人で3勝を稼いだ。オールスターゲームには、パシフィック・リーグの監督推薦選手として初出場。第2戦では、3回を無失点に抑えたことで、ベストピッチャー賞を受賞した。8月22日の対楽天戦では、2試合連続完封勝利を挙げるとともに、星野伸之以来球団史上12年ぶりの2年連続2桁勝利を達成した。その一方で、9月からは、不調の加藤大輔に代わってクローザーに転向。9月12日の対西武戦では、シーズン初セーブを挙げるとともに、チームの連敗を6で止めた。一軍公式戦全体では、11勝8敗4セーブ、防御率2.57と165奪三振（いずれもリーグ5位）を記録。また、前年から被安打数と被本塁打数を減らした。
2010年は、3月20日の楽天との開幕戦（京セラドーム大阪）で自身2年ぶりの開幕投手を務めると、被安打4で無四球完封勝利を挙げた。しかし、5月21日の対阪神タイガース戦で8点リードの5回表に一挙5点を失って降板するなど、6月までは試合中盤に突如大量失点を喫することが相次いだ。しかし7月には、7月1日の対楽天戦・7月8日の対西武戦・7月14日の対千葉ロッテマリーンズ戦（千葉マリンスタジアム）で、パ・リーグタイ記録となる3試合連続完封を記録。3試合連続完封を達成したのは球団では米田哲也以来45年ぶりとなった。同月から2か月連続での登板5試合全勝と月間MVP選出を経て、9月20日の対日本ハム戦まで13連勝を達成。自己最多にして、球団では1993年の野田浩司以来の17勝でシーズンを終えるともに、最多勝利のタイトルを和田毅（ソフトバンク）と分け合った。また、自身初の200投球回数へ到達するとともに、自己最多の190奪三振、7完投6完封を記録。3完封を挙げた楽天戦、2完封を挙げた西武戦はいずれも5勝ずつ、防御率1点台という好成績を残した一方で、ロッテ戦では2勝5敗、防御率6.18と苦しんだ。シーズン終了後には、推定年俸1億5000万円で契約を更改。チームの投手では唯一、年俸が1億円を超えた。
2011年は、春季キャンプ中に右肘の違和感を訴えたことから、2月9日に右肘遊離軟骨除去手術を受けた。5月5日に阪神とのウエスタン・リーグ公式戦で実戦復帰を果たすと、一軍に復帰した6月5日の同カードでは、6回3失点でシーズン初勝利を記録。その一方で、8月23日の対西武戦では、プロ入りワーストの8失点で敗戦投手となった。9月には、4戦3勝で防御率0.25（自責点1）、リーグトップの2完封を含む3完投勝利で自身4度目の月間MVPに選出。レギュラーシーズン最終戦であった10月18日の対ソフトバンク戦で、チームのクライマックスシリーズ進出を賭けて先発を託されたが、6回4失点で敗戦投手になった。しかし、レギュラーシーズンでは、開幕に出遅れながらも規定投球回数に到達。自己最高の防御率2.43・WHIP1.06を記録するとともに、10勝4敗という成績で4年連続のシーズン2桁勝利を達成した。
2012年は、春季キャンプ中とオープン戦中に右上腕部の張りを訴えたうえに、オープン戦中に腰痛も発症したことから、当初予定していた開幕戦での登板を回避。本拠地・京セラドーム大阪での初戦（4月6日の対楽天戦）でシーズン初登板を果たした後に、二軍での調整を経て、5月8日の対ソフトバンク戦でシーズン初勝利を挙げた。しかし、6月22日の練習中に右肘の張りを訴えたため、翌23日に予定していた対西武戦の先発を回避。その後の検査で右肘内側部の炎症と診断されたため、出場選手登録を再び抹消された。レギュラーシーズン終了間際の10月5日に、対ソフトバンク戦で一軍復帰を果たすと、7回無失点の好投でシーズン4勝目を挙げた。前述した故障の影響で、一軍公式戦への登板は9試合しかなく、連続2桁勝利も4シーズンで止まった。
2013年は、右前腕部回内筋の炎症で春季キャンプを途中で離脱。その影響でオープン戦に登板しなかったものの、自身2年ぶり・3度目の開幕投手を務めた。レギュラーシーズンでは、戦線を離れることなく、一軍公式戦で2010年以来2度目の200投球イニングに到達。投球回数・完投数・登板数・奪三振はリーグトップ、勝ち星、防御率はリーグ2位、勝率はリーグ3位の好成績で最多奪三振を獲得。2011年のダルビッシュ有・田中将大以来2年ぶりに沢村賞の選考全7項目を満たした。しかし、完投数で選考基準を下回りながら、NPB公式戦史上4人目のシーズン無敗で最多勝、最高勝率、最優秀防御率を挙げた田中が沢村賞を受賞した。7項目の内、勝ち星（金子15、田中24）、勝率（金子.652、田中1.000）、防御率（金子2.01、田中1.27）は田中が上、奪三振（金子200、田中183）、完投数（金子10、田中8）、登板数（金子29、田中28）、投球回数（金子223回1/3、田中212回）は金子が上で、以上の項目で沢村賞を選考するようになった1982年以降で、全項目を満たした投手が受賞できなかった事例は、同年の江川卓、2008年・2011年のダルビッシュに続いて、この時の金子が4例目である。また、この年の金子への得点援護率がリーグワーストの3.18だった。シーズン終了後の秋季キャンプ最終日（11月16日）には、一軍監督の森脇浩司が、金子に翌2014年の開幕投手を通達。12月20日の契約更改では、球団からの複数年契約の提示を固辞しながらも、推定年俸2億円・1年契約で残留を決めた。
2014年は、3月上旬にインフルエンザへの感染で一時チームから離れたものの、前年末の指名通りに日本ハムとの開幕戦（3月28日・札幌ドーム）で先発。4月には、4日の対西武戦（西武ドーム）に自己最多の14奪三振による完封でシーズン初勝利を挙げると、26日の対楽天戦（京セラドーム大阪）では14奪三振・1被安打の完封勝利を記録した。メジャーリーグ（MLB）4球団のスカウトが視察した5月24日の対広島戦（ほっともっとフィールド神戸）では、7回裏の打席に前田健太からの二塁打で一軍初打点を記録すると、8回無失点の内容で前田との投げ合いにも勝利。5月31日の対読売ジャイアンツ（巨人）戦（京セラドーム大阪）では、先発で9回を4与四球1失策の無安打無得点に抑えた。しかし、0対0で迎えた9回裏一死二塁で迎えた自身の打席で、代打に駿太を送られ交代。その後チームは得点できず試合が延長戦に突入したため、単独でのノーヒットノーラン達成を逃した（詳細後述）。9回まで無安打無得点ながらノーヒットノーラン達成を逃した投手はNPB史上11人目、9回以上を無安打無得点で降板した投手は2人目であった。レギュラーシーズン全体では、16勝で最多勝利、防御率1.98で最優秀防御率のタイトルを獲得。前年に逃した沢村賞を、チーム史上初めて受賞したほか、チームはリーグ優勝を逃したものの最優秀選手に選ばれた。オリックスの選手が最優秀選手に選ばれた事例は、チームが日本シリーズを制した1996年のイチロー以来であった。

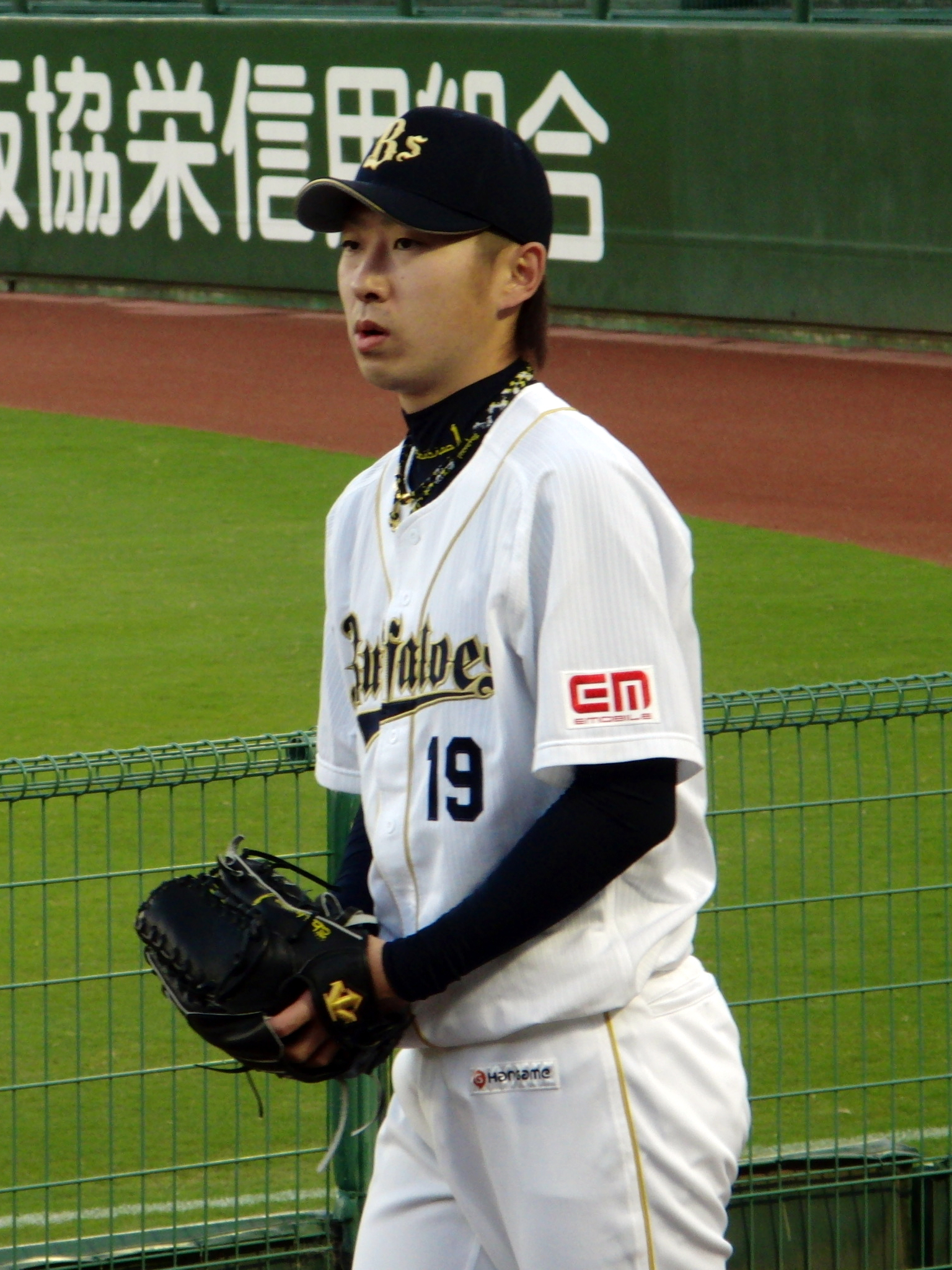
オリックス・バファローズ時代
（2011年9月13日 ほっともっとフィールド神戸にて）

オフの11月に日本で開催された日米野球2014の日本代表に選出された。第2戦で先発登板した。また、「アメリカの球場の雰囲気に昔から憧れていた」として、MLBへ挑戦する意向があることを明言した。シーズン中に国内FA権の取得要件を満たしたことから、国内FA権を行使したうえでオリックスへ残留した後に、MLB球団への移籍に向けて球団にポスティングシステムの行使を容認する可能性が一時は報じられた。しかし、11月29日に右肘骨棘（）の除去手術を受けたことから、MLB球団への移籍をひとまず断念。12月24日には、4年契約・推定年俸総額20億円に出来高分を加えた条件で残留することを表明した。
2015年は、前年末に右肘を手術したことや、オープン戦期間中に患部のリハビリで戦線を離脱したことから、一軍公式戦では開幕戦の登板を回避。5月23日の対ロッテ戦に先発で実戦復帰を果たしたが、清田育宏に満塁本塁打を打たれるなど6点を失った末に、プロ入り後最短タイ記録の3回でKO。7月には、5日の対ソフトバンク戦（ほっともっとフィールド神戸）で、自己ワーストタイ記録の8失点を喫して降板。球団通算1万試合目の公式戦であった同月13日の対ロッテ戦（京セラドーム大阪）では、8回3分の2を3失点という好投で、チームに勝利をもたらした。しかし、先発で登板した9月2日の対楽天戦（楽天koboスタジアム宮城）4回裏に、右肩の違和感を訴えて緊急降板。谷佳知の引退試合であった10月3日のシーズン最終戦（京セラドーム大阪のソフトバンク戦）に自身5年ぶりの救援登板で実戦復帰を果たしたが、シーズン通算では規定投球回に達せず、7勝に終わった。
オフの11月に開催された第1回WBSCプレミア12の日本代表には、シーズン中に候補選手となった。しかし、右肩の不調などから、最終的に選出されなかった。その一方で、12月14日には、推定年俸5億円に出来高の条件を加えて契約を更改。基本年俸分では、この時点でNPBの現役選手最高額に達した（同月17日に広島の黒田博樹が推定年俸6億円で更改）。
2016年は、3月25日に、西武との開幕戦（西武プリンスドーム）に先発。自身2年ぶりの開幕投手で、勝敗は付かなかったものの、7回裏の途中で交代するまでにプロ入り後自己最多の7与四球を記録した。4月30日の対楽天戦でシーズン初勝利を自身2年ぶり・通算20回目の完封で挙げると、5月20日の対ロッテ戦（いずれも京セラドーム）で一軍公式戦通算100勝を達成。NPB通算133人目の100勝に、球団史上最少タイ記録の敗戦数（通算56敗）で到達した。その一方で、前年と同様の右肩痛に見舞われたため、6月10日に出場選手登録を抹消。後に一軍へ復帰すると、2年ぶりにパ・リーグの最終規定投球回へ到達した。一軍公式戦全体では、前年を上回る24試合に登板。通算防御率は3.83で、与四球数が自己ワーストの59個に達したほか、自身初の負け越し（7勝9敗）を喫した。その一方で、12月12日には、前年と同じ条件で契約を更改。黒田がこの年限りで現役を引退したことから、基本年俸分（推定5億円）でNPBの現役選手最高額に達した。
2017年は、3月31日の対楽天戦（京セラドーム）で2年連続6度目の開幕投手を務めたが、前年に続いて勝敗は付かなかった。4月14日の対ソフトバンク戦（福岡ヤフオクドーム）では、5回裏まで1人も走者を出さなかった末に、被安打2の無四球完封勝利を自己最少の92球で達成（マダックス）。一軍公式戦での完封勝利は通算21回目で、NPB現役投手での最多達成者である杉内俊哉の記録に並んだ。同年の全投手でソフトバンク相手に挙げた唯一の完封勝利でもあった。さらに、4月26日の対西武戦でも、3失点を喫しながら完投勝利を記録。4月には先発で登板した4試合で全勝したことから、チームメイトのT-岡田と揃ってパ・リーグ3・4月度の月間MVPを受賞した。5月23日の対楽天戦では一軍公式戦自己ワーストタイ記録の8失点、6月6日の対阪神戦（いずれも京セラドーム）では自己ワーストの9失点で黒星を喫したが、8月30日の対ロッテ戦（ZOZOマリンスタジアム）での2失点完投勝利によって自身3年ぶりの一軍公式戦シーズン2桁勝利を達成した。一軍公式戦全体では、27試合の登板（リーグ最多の27先発登板）で、12勝8敗・防御率3.47を記録。シーズン終了後には、推定年俸6億円（前年より1億円増でNPBの当時、現役選手最高額）という条件で契約を更改した。
2018年は、レギュラーシーズンの開幕投手を西勇輝が務め、金子は4月3日の対ロッテ戦で公式戦初登板。しかし、この試合から5月3日の対西武戦（いずれも京セラドーム）まで自己ワーストの開幕4連敗を喫するほど不調で、公式戦での初勝利は5月23日の対楽天戦（楽天生命パーク）にまで持ち越された。一軍公式戦全体でも、17試合の登板で、4勝7敗、防御率3.87と不振。首から背中にかけて強い張りを抱えていたこともあって、8月14日に出場選手登録を抹消されてからは、実戦へ登板せずにシーズンを終えた。シーズン終了後の契約交渉では球団からNPB野球協約の減額制限（年俸1億円超の選手に対しては40%を上限に設定）を大幅に超える減俸を提示される。この提示に対して金子は11月28日に球団へ自由契約を申し入れ、球団は金子に対し了承を伝えつつ再契約による残留も容認することを伝えた。12月2日付でNPBから自由契約選手として公示され、3日に北海道日本ハムファイターズが金子との入団契約交渉を行った。

### 日本ハム時代

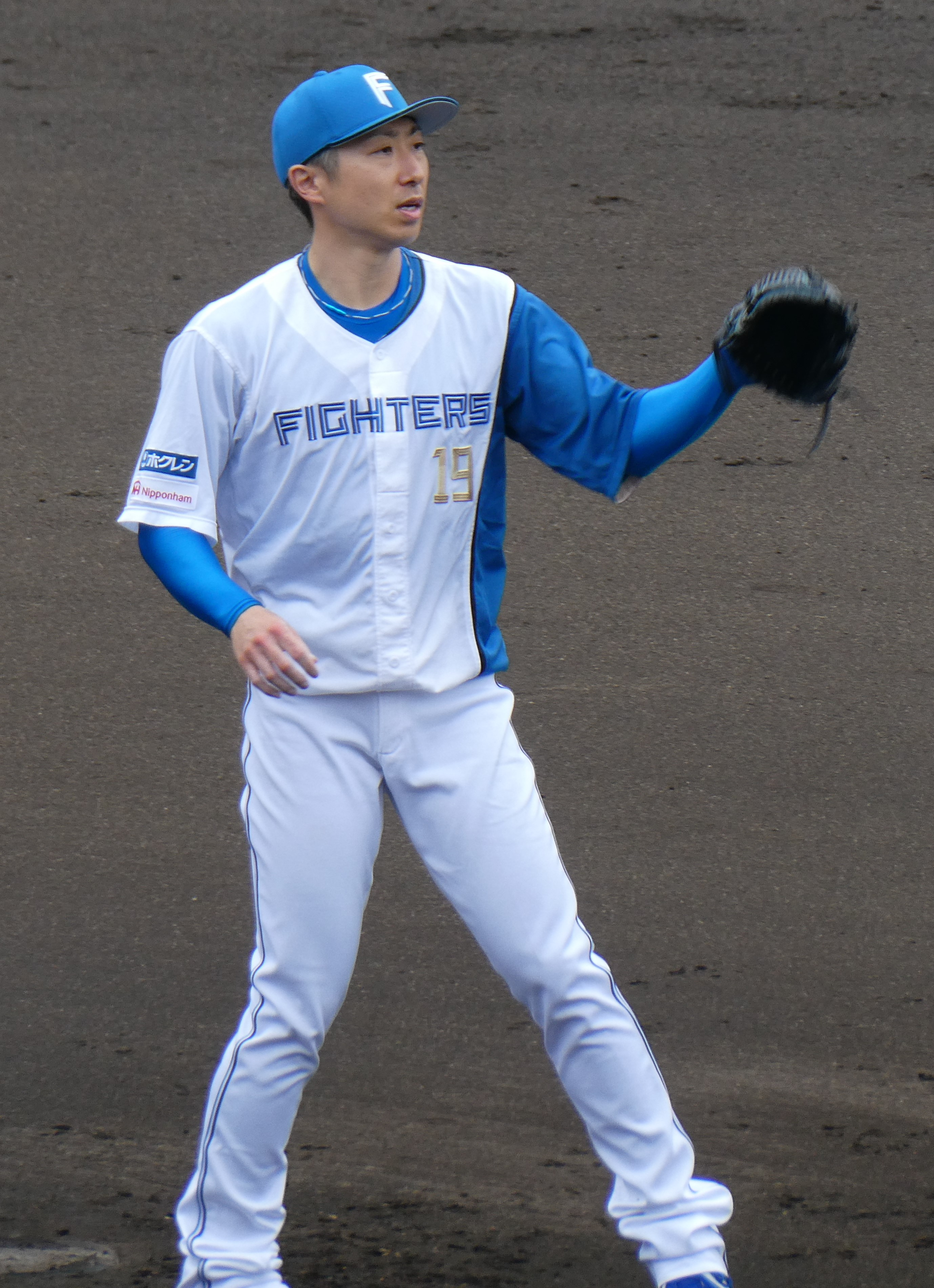
日本ハム時代
（2022年6月18日 ファイターズ鎌ケ谷スタジアム）

2018年12月4日に、北海道日本ハムファイターズとの間で1年契約の締結に合意した。背番号はオリックス時代と同じ19。年俸は6億円から4億5000万円減の1億5000万円（推定）となり、移籍を伴うため参考記録ながら、減俸額は杉内俊哉（当時、巨人）と並ぶタイ記録であった。「新しいチームで一から始める姿をファンに見せていきたい」という意向で、登録名は「金子 弌大」（読みは本名と同じ）に変更した。
2019年は、前年にMLBで広まったオープナー戦術を採用する方針を当時の監督である栗山英樹が打ち出したことを背景に、オープナー（ショート・スターター）として先発した投手を試合の前半から救援する「第二先発」（ロングリリーフ）要員として調整。レギュラーシーズンの開幕後も、左投手の加藤貴之や堀瑞輝がオープナーに起用された試合で「第二先発」を務めた。その一方で、オリックス時代に続いて、本来の先発（スターター）にも随時起用。4月18日の対オリックス戦（ほっともっとフィールド神戸）では、5回無失点1被安打の好投で移籍後初勝利を挙げたことによって、林昌範以来およそ5年ぶりにNPB一軍公式戦史上18人目の全球団勝利を達成した。一軍公式戦全体では、先発で19試合、救援で7試合に登板。通算成績は8勝7敗だが、全ての白星を先発だけで挙げた一方で、中継ぎを含めた救援登板では2ホールドを記録した。特に古巣のオリックスにめっぽう強く、初対決の試合の3回に2失点して以降30イニング無失点で防御率0.49、5勝無敗を記録した。チームの全日程終了後の10月19日に、オリックス時代の前年に取得した海外FA権を行使せず、1年契約で日本ハムへ残留することを表明。
2020年は、本人の希望でもある中継ぎとして主に登板し、34試合で1勝3敗、防御率5.11だった。12月17日、契約更改交渉に臨み、年俸1億8000万円から約80％減となる年俸3500万円プラス出来高払いでサインした。
2021年は先発6試合を含む8試合に登板したが、0勝4敗、防御率6.21だった。オフに1500万円減となる推定年俸2000万円で契約を更改し、2022年シーズンから登録名を本名の「金子 千尋」に戻すことを表明した。
2022年は、一軍では3試合の登板で1勝2敗、防御率4.85の成績に終わったが、二軍ではイースタン・リーグでチームトップ7勝、防御率2.49を記録した。しかし、翌年の構想から外れ、シーズンオフにGMの稲葉篤紀から現役引退とコーチ就任を要請されたが、現役続行を希望して辞退したことで、10月17日に自由契約となることが発表された。NPB球団での現役続行を希望していたが、オファーは届かず、12月23日に現役引退を表明した。

### 引退後
2022年12月23日に日本ハムの特命コーチに就任し、翌年の春季キャンプの時期からアメリカへコーチ留学を行うことも発表した。背番号は91。2024年からはファーム投手コーチを務める。

## 選手としての特徴
スリークォーターから平均球速約144km/h、最速154km/hのストレート、先発転向後精度が向上した縦のカーブ、スライダー、カットボール、ツーシーム、チェンジアップ、スプリットフィンガード・ファストボール、パワーシンカー、まれにワンシームを投げ分ける。
四球が少なく、与四球率は2018年までの通算で2.09と優秀な数値を記録。オリックス時代には、2008年から3年連続で1個台にとどめていた（2008年1.85、2009年1.78、2010年1.94）。
先頭打者への投球前には「両手を帽子のこめかみに当てるポーズ」を取るが、これは精神統一の際に「自分に言い聞かせていることをカメラに撮られたくない」為に顔と口元を隠す意味で始めたという。
汗をかくことを嫌うため、グラブを持つ左の掌が布地に隠れるほど左袖が長い特注品のアンダーシャツを愛用している。このシャツを着て登板する試合では、距離や角度によって投球の合間にボールをもむ動作が左袖の布地に触れる格好でボールをこねているように見えることがあるという。オリックス時代の2014年には、その動作をめぐって、オープン戦（3月21日・阪神戦）と公式戦（5月2日・札幌ドームの対日本ハム戦）の登板中に審判団から注意を受けた。オリックス球団では、「ボールがアンダーシャツに直接触れないようにすれば（ボールをグラブ・身体・着衣で摩擦することを投手の禁止事項に定めている）公認野球規則に抵触しないことを、日本野球機構の審判部に確認済み」として、金子が注意を受けた後も上記のシャツの着用を容認。金子自身も、ボールをもむ際に左手の指を立てるように工夫しながら、着用を続けている。

## 人物
愛称は「ネコ」「ちーちゃん」など。
三条市立南小学校時代から父親とキャッチボールをすることが大好きで、2000年の正月に父親の実家に帰省した際には、祖父母に対し「甲子園に行くことになったら、おじいちゃん、おばあちゃん絶対に見に来い」と言っていた。
オリックス時代の2006年には、トレーニングを兼ねて宮古島キャンプを訪れていたイチローと紅白戦で対戦。前田大輔のリードで初球にカーブを投げたところ、チームメイト（当時）の清原和博に「真っ直ぐ（ストレート）で勝負せなアカンやろ」と怒られた。これについては後に自分の一番良い球で抑えてアピールしないといけないという持論を語っている。もっとも、自身の著書で明かしたところによると、その後変化球で打ち取られたイチローには、すれ違った際に「最後の球はスライダー？ナイスボール」と声をかけられ「プロに入ってから、ずっと自信を持てなかった僕に前を向く勇気を与えてくれました」と振り返っている。
オリックス時代の2009年には、母校の長野市立朝陽小学校の校庭に芝生を植える目的で、公式戦で1勝するたびに10万円を同校へ寄付。この年には11勝を挙げたため、寄付の総額は110万円にまで達した。
2010年の開幕直後（4月29日）、ソフトバンクから同姓の金子圭輔が移籍してきた際、スコアボードの表示名が一時「金子千」に変更された。しかし、千尋自身の「バランスが悪い」という指摘により、5月8日の対ロッテ戦から表示名がフルネームの「金子千尋」に改められた。2012年1月17日に圭輔がソフトバンクに復帰し、他に金子姓の選手はいなくなったものの、2018年まで「金子千尋」の表示を継続し、公式記録で他の選手が名字のみになっている箇所でも、常にフルネームで表示されていた。日本ハムへ移籍した2019年からは、同姓の選手がいないことや、自身の登録名を「金子弌大」に変更したことから、再び苗字のみ表示となった。登録名を本名に戻した2022年からは、再び表示名がフルネームの「金子千尋」に改められた。
先発で9回表終了まで無安打に抑えながら、その裏の代打で交代を余儀なくされた2014年5月31日の対巨人戦（前述）では、延長戦に入ってからも救援陣が継投で記録を継続。11回表に佐藤達也が片岡治大にチーム初安打、12回表に馬原孝浩が亀井善行に決勝本塁打を許すなど延長12回まで、もつれ込んだ末にチームは0対1で敗れた。金子は、この結果について、試合終了後に淡々とした姿勢で「（巨人打線が）ノーヒットだったのは知っていたが、9回まで0-0でいっていたので、ノーヒットを意識することなく最後まで投げられた。9回の裏にサヨナラ（で勝っていた）なら、ノーヒットノーランとして記録に残るので嬉しいけど、自分の使命はチームに勝ちを付けること。それができなかったので、ノーヒット（ノーランを達成できなかったこと）へのコメントはできない」と振り返っていた。なお、先発投手からの継投で無安打投球を続けた末に、延長で初安打を許したチームは日本プロ野球公式戦2例目（NPBの公式戦では初めての事例）であった。
オリックス時代の2011年10月に、オリジナル写真集サイトの「PHOちょ+」から自身の監修による初の公式写真集が販売された（現在は終了）。
「ファンと交流の場を設けたい」という自身の希望から、オリックス時代の2011年と2015年には、シーズン終了後に有料定員制の「ファンミーティング」を大阪市内のホテルで開いている。
恐妻家として語られることもある。金子が年俸5億をもらっていたシーズンで「月の小遣いは20万。ほしいものがあれば相談する」という。

## 詳細情報

### 年度別投手成績
| 年 度      | 球 団      | 登 板 | 先 発 | 完 投 | 完 封 | 無 四 球 | 勝 利 | 敗 戦 | セ 丨 ブ | ホ 丨 ル ド | 勝 率 | 打 者 | 投 球 回 | 被 安 打 | 被 本 塁 打 | 与 四 球 | 敬 遠 | 与 死 球 | 奪 三 振 | 暴 投 | ボ 丨 ク | 失 点 | 自 責 点 | 防 御 率 | W H I P |
| ---------- | ---------- | ----- | ----- | ----- | ----- | -------- | ----- | ----- | -------- | ----------- | ----- | ----- | -------- | -------- | ----------- | -------- | ----- | -------- | -------- | ----- | -------- | ----- | -------- | -------- | ------- |
| 2006       | オリックス | 21    | 1     | 0     | 0     | 0        | 1     | 1     | 0        | 1           | .500  | 120   | 28.0     | 20       | 4           | 18       | 1     | 2        | 22       | 3     | 1        | 13    | 11       | 3.54     | 1.36    |
| 2007       | オリックス | 36    | 7     | 2     | 2     | 0        | 6     | 2     | 1        | 2           | .750  | 343   | 84.0     | 75       | 4           | 20       | 2     | 1        | 68       | 1     | 0        | 31    | 26       | 2.79     | 1.13    |
| 2008       | オリックス | 29    | 25    | 0     | 0     | 0        | 10    | 9     | 0        | 0           | .526  | 717   | 165.0    | 185      | 19          | 34       | 0     | 8        | 126      | 3     | 0        | 78    | 73       | 3.98     | 1.33    |
| 2009       | オリックス | 32    | 21    | 5     | 2     | 1        | 11    | 8     | 4        | 0           | .579  | 683   | 171.2    | 149      | 15          | 34       | 0     | 4        | 165      | 2     | 0        | 54    | 49       | 2.57     | 1.07    |
| 2010       | オリックス | 30    | 29    | 7     | 6     | 2        | 17    | 8     | 0        | 1           | .680  | 831   | 204.1    | 184      | 17          | 44       | 1     | 3        | 190      | 5     | 2        | 85    | 75       | 3.30     | 1.12    |
| 2011       | オリックス | 20    | 20    | 5     | 2     | 3        | 10    | 4     | 0        | 0           | .714  | 613   | 155.1    | 126      | 9           | 38       | 2     | 2        | 123      | 3     | 0        | 45    | 42       | 2.43     | 1.06    |
| 2012       | オリックス | 9     | 9     | 2     | 1     | 1        | 4     | 3     | 0        | 0           | .571  | 265   | 63.2     | 65       | 2           | 15       | 0     | 1        | 56       | 3     | 0        | 19    | 17       | 2.40     | 1.26    |
| 2013       | オリックス | 29    | 29    | 10    | 3     | 1        | 15    | 8     | 0        | 0           | .652  | 881   | 223.1    | 166      | 10          | 58       | 0     | 3        | 200      | 6     | 1        | 55    | 50       | 2.01     | 1.00    |
| 2014       | オリックス | 26    | 26    | 4     | 3     | 1        | 16    | 5     | 0        | 0           | .762  | 763   | 191.0    | 157      | 7           | 42       | 0     | 3        | 199      | 6     | 0        | 48    | 42       | 1.98     | 1.04    |
| 2015       | オリックス | 16    | 15    | 0     | 0     | 0        | 7     | 6     | 0        | 1           | .538  | 379   | 93.0     | 85       | 8           | 18       | 0     | 0        | 79       | 1     | 0        | 34    | 33       | 3.19     | 1.11    |
| 2016       | オリックス | 24    | 23    | 2     | 1     | 1        | 7     | 9     | 0        | 0           | .438  | 676   | 162.0    | 143      | 13          | 59       | 0     | 2        | 125      | 7     | 0        | 71    | 69       | 3.83     | 1.25    |
| 2017       | オリックス | 27    | 27    | 6     | 1     | 2        | 12    | 8     | 0        | 0           | .600  | 754   | 184.1    | 160      | 21          | 56       | 0     | 2        | 141      | 1     | 0        | 80    | 71       | 3.47     | 1.17    |
| 2018       | オリックス | 17    | 17    | 0     | 0     | 0        | 4     | 7     | 0        | 0           | .364  | 430   | 100.0    | 97       | 11          | 35       | 0     | 3        | 72       | 3     | 0        | 47    | 43       | 3.87     | 1.32    |
| 2019       | 日本ハム   | 26    | 19    | 0     | 0     | 0        | 8     | 7     | 0        | 2           | .533  | 460   | 109.2    | 106      | 10          | 40       | 0     | 0        | 75       | 2     | 0        | 42    | 37       | 3.04     | 1.33    |
| 2020       | 日本ハム   | 34    | 4     | 0     | 0     | 0        | 1     | 3     | 0        | 1           | .250  | 199   | 44.0     | 49       | 5           | 17       | 1     | 2        | 47       | 1     | 0        | 29    | 25       | 5.11     | 1.50    |
| 2021       | 日本ハム   | 8     | 6     | 0     | 0     | 0        | 0     | 4     | 0        | 0           | .000  | 149   | 33.1     | 42       | 4           | 13       | 1     | 3        | 22       | 3     | 0        | 23    | 23       | 6.21     | 1.65    |
| 2022       | 日本ハム   | 3     | 3     | 0     | 0     | 0        | 1     | 2     | 0        | 0           | .333  | 54    | 13.0     | 15       | 0           | 1        | 0     | 0        | 11       | 0     | 0        | 7     | 7        | 4.85     | 1.23    |
| 通算：17年 | 通算：17年 | 387   | 281   | 43    | 21    | 12       | 130   | 94    | 5        | 8           | .580  | 8317  | 2025.2   | 1824     | 159         | 542      | 8     | 39       | 1721     | 50    | 4        | 761   | 693      | 3.08     | 1.17    |

- 各年度の太字はリーグ最高

### 年度別投手（先発）成績所属リーグ内順位
| 年 度 | 年 齢 | リ ｜ グ   | 完 投 | 完 封 | 勝 利 | 勝 率 | 投 球 回 | 奪 三 振 | 防 御 率 |
| ----- | ----- | ---------- | ----- | ----- | ----- | ----- | -------- | -------- | -------- |
| 2006  | 23    | パ・リーグ | -     | -     | -     | -     | -        | -        | -        |
| 2007  | 24    | パ・リーグ | 8位   | 3位   | -     | -     | -        | -        | -        |
| 2008  | 25    | パ・リーグ | -     | -     | -     | -     | -        | -        | -        |
| 2009  | 26    | パ・リーグ | 4位   | 3位   | 4位   | 10位  | 5位      | 5位      | 5位      |
| 2010  | 27    | パ・リーグ | 3位   | 1位   | 1位   | 2位   | 1位      | 4位      | 6位      |
| 2011  | 28    | パ・リーグ | 5位   | 3位   | 7位   | 5位   | -        | 7位      | 7位      |
| 2012  | 29    | パ・リーグ | -     | -     | -     | -     | -        | -        | -        |
| 2013  | 30    | パ・リーグ | 1位   | 1位   | 2位   | 3位   | 1位      | 1位      | 2位      |
| 2014  | 31    | パ・リーグ | 3位   | 3位   | 1位   | 2位   | 2位      | 2位      | 1位      |
| 2015  | 32    | パ・リーグ | -     | -     | -     | -     | -        | -        | -        |
| 2016  | 33    | パ・リーグ | -     | -     | -     | -     | -        | -        | -        |
| 2017  | 34    | パ・リーグ | 2位   | 3位   | 4位   | 6位   | 3位      | 6位      | 9位      |
| 2018  | 35    | パ・リーグ | -     | -     | -     | -     | -        | -        | -        |
| 2019  | 36    | パ・リーグ | -     | -     | -     | -     | -        | -        | -        |
| 2020  | 37    | パ・リーグ | -     | -     | -     | -     | -        | -        | -        |
| 2021  | 38    | パ・リーグ | -     | -     | -     | -     | -        | -        | -        |
| 2022  | 39    | パ・リーグ | -     | -     | -     | -     | -        | -        | -        |

- - は10位未満（防御率における規定投球回未達も - と表記）
- 太字は規定投球回到達年度、年度背景色金色は最優秀選手賞（MVP）受賞年度、年齢背景色金色は沢村栄治賞受賞年度

### 年度別守備成績
| 年 度 | 球 団      | 投手  | 投手  | 投手  | 投手  | 投手  | 投手     |
| 年 度 | 球 団      | 試 合 | 刺 殺 | 補 殺 | 失 策 | 併 殺 | 守 備 率 |
| ----- | ---------- | ----- | ----- | ----- | ----- | ----- | -------- |
| 2006  | オリックス | 21    | 4     | 6     | 1     | 0     | .909     |
| 2007  | オリックス | 36    | 2     | 9     | 0     | 0     | 1.000    |
| 2008  | オリックス | 29    | 9     | 27    | 0     | 1     | 1.000    |
| 2009  | オリックス | 32    | 7     | 25    | 1     | 3     | .970     |
| 2010  | オリックス | 30    | 12    | 48    | 1     | 0     | .984     |
| 2011  | オリックス | 20    | 9     | 36    | 3     | 1     | .938     |
| 2012  | オリックス | 9     | 2     | 15    | 1     | 0     | .944     |
| 2013  | オリックス | 29    | 23    | 47    | 2     | 2     | .972     |
| 2014  | オリックス | 26    | 4     | 32    | 0     | 2     | 1.000    |
| 2015  | オリックス | 16    | 8     | 26    | 0     | 1     | 1.000    |
| 2016  | オリックス | 24    | 9     | 27    | 0     | 0     | 1.000    |
| 2017  | オリックス | 27    | 10    | 27    | 1     | 2     | .974     |
| 2018  | オリックス | 17    | 3     | 17    | 0     | 0     | 1.000    |
| 2019  | 日本ハム   | 26    | 8     | 15    | 0     | 0     | 1.000    |
| 2020  | 日本ハム   | 34    | 3     | 10    | 0     | 0     | 1.000    |
| 2021  | 日本ハム   | 8     | 1     | 8     | 0     | 1     | 1.000    |
| 2022  | 日本ハム   | 3     | 0     | 1     | 0     | 0     | 1.000    |
| 通算  | 通算       | 387   | 114   | 376   | 10    | 13    | .980     |

- 太字年はゴールデングラブ賞受賞年

### タイトル
- 最多勝利：2回（2010年、2014年）
- 最優秀防御率：1回（2014年）
- 最多奪三振：1回（2013年）

### 表彰
- 沢村栄治賞：1回（2014年）
- 最優秀選手：1回（2014年）
- ベストナイン：1回（投手部門：2014年）
- ゴールデングラブ賞：1回（投手部門：2014年）
- 月間MVP：7回（投手部門：2008年7月[9]、2010年7月、8月、2011年9月、2014年8月、9月、2017年3・4月）
- 最優秀バッテリー賞：1回（2014年 捕手：伊藤光）
- JA全農Go・Go賞：1回（最多奪三振賞：2012年5月）
- 「ジョージア魂」賞：1回（2014年度第5回）
- オールスターゲーム ベストピッチャー賞：1回（2009年第2戦）
- 日本プロスポーツ大賞 殊勲賞：1回（2014年[105]）
- 日本プロスポーツ大賞 功労賞：1回（2014年[105]）
- ヤナセ オリックス・バファローズMVP賞：1回（2014年[106]）

### 記録
初記録
投手記録
- 初登板：2006年4月12日、対西武ライオンズ3回戦（スカイマークスタジアム）、9回表に2番手で救援登板、1回無失点
- 初奪三振：同上、9回表に炭谷銀仁朗から空振り三振
- 初先発：2006年7月1日、対西武ライオンズ9回戦（インボイスSEIBUドーム）、4回7失点で敗戦投手
- 初勝利：2006年8月9日、対西武ライオンズ14回戦（京セラドーム大阪）、8回表一死に3番手で救援登板・完了、1回2/3を無失点
- 初ホールド：2006年8月13日、対福岡ソフトバンクホークス14回戦（福岡Yahoo! JAPANドーム）、9回裏一死に4番手で救援登板、1回2/3を無失点
- 初セーブ：2007年3月29日、対北海道日本ハムファイターズ3回戦（スカイマークスタジアム）、8回表一死に2番手で救援登板・完了、1回2/3を無失点
- 初先発勝利：2007年8月18日、対西武ライオンズ18回戦（グッドウィルドーム）、5回3失点
- 初完投勝利・初完封勝利：2007年8月26日、対東北楽天ゴールデンイーグルス20回戦（京セラドーム大阪）

打撃記録
- 初安打：2009年6月17日、対横浜ベイスターズ4回戦（横浜スタジアム）、5回表に吉見祐治から三塁内野安打
- 初打点：2014年5月23日、対広島東洋カープ1回戦（ほっともっとフィールド神戸）、7回裏に前田健太から中越適時二塁打[107]

節目の記録
- 1000投球回：2013年7月24日、対北海道日本ハムファイターズ12回戦（京セラドーム大阪）、3回表一死目にマイカ・ホフパワーから見逃し三振で達成 ※史上335人目
- 1000奪三振：2014年4月25日、対東北楽天ゴールデンイーグルス4回戦（京セラドーム大阪）、5回表に枡田慎太郎から見逃し三振で達成 ※史上136人目
- 100勝：2016年5月20日、対千葉ロッテマリーンズ9回戦（京セラドーム大阪）、7回2失点 ※史上133人目
- 1500投球回：2016年8月19日、対東北楽天ゴールデンイーグルス15回戦（京セラドーム大阪）、7回表三死目にジャフェット・アマダーから空振り三振で達成 ※史上173人目
- 1500奪三振：2018年4月10日、対東北楽天ゴールデンイーグルス1回戦（京セラドーム大阪）、1回表にカルロス・ペゲーロから空振り三振で達成 ※史上53人目
- 2000投球回：2021年5月18日、対東北楽天ゴールデンイーグルス10回戦（楽天生命パーク宮城）、1回裏三死目に茂木栄五郎から中飛で達成 ※史上91人目

その他の記録
- 全球団勝利：2019年4月18日、オリックス・バファローズ6回戦（ほっともっとフィールド神戸）、5回無失点 ※史上18人目
- 9回まで無安打無得点：2014年5月31日、対読売ジャイアンツ戦（京セラドーム大阪）、9回を無安打4与四球1失策無失点。チームは延長12回0対1で敗戦
- オールスターゲーム出場：3回（2009年、2014年、2017年）

### 背番号
- 19（2005年 - 2022年）
- 91（2023年 - ）

### 登録名
- 金子 千尋（かねこ ちひろ、2005年 - 2018年、2022年 - ）
- 金子 弌大（かねこ ちひろ、2019年 - 2021年）

### 登場曲
- 「HIGH G.K LOW 〜ハジケロ〜」GReeeeN（2008年 初回投球練習時）
- 「ALWAYS」FUNKY MONKEY BABYS（2008年 5回表投球練習時）
- 「超!」DJ OZMA（2009年）
- 「海賊船」遊助（2010年 - 2011年）
- 「ミッキーマウス・マーチ（ユーロビートバージョン）」Domino（2012年）
- 「with you」ゆず（2013年）
- 「ピタカゲ (CROOKED) -JPN-」G-DRAGON（2014年）
- 「Good Boy」GD X TAEYANG (from BIGBANG)（2015年）
- 「BANG BANG BANG -KR Ver.-」BIGBANG（2015年）
- 「Dumb & Dumber -KR Ver.-」iKON（2016年）
- 「Just Another Boy -KR ver.-」iKON（2017年）
- 「B-DAY -KR Ver.-」iKON（2017年）
- 「SINOSIJAK -JP ver.-」iKON（2018年）
- 「TELL ME」hide（2019年 - 2020年）
- 「The beginning」ONE OK ROCK（2021年）
- 「Re;make」ONE OK ROCK（2022年）

## 関連情報

### 著書
- 『どんな球を投げたら打たれないか』PHP研究所、2014年11月。ISBN 978-4569821351。
- 『金子千尋の変化球バイブル ハンディ版』ベースボール・マガジン社、2015年8月。ISBN 978-4583108995。